# Prenton
Prenton är en ort i unparished area Birkenhead, i distriktet Wirral, Storbritannien. Den ligger i grevskapet Merseyside och riksdelen England, i den centrala delen av landet, 280 km nordväst om huvudstaden London. Prenton ligger 39 meter över havet och antalet invånare är 14 429. Prenton var en civil parish 1866–1933 när blev den en del av Birkenhead St Mary. Civil parish hade 2 032 invånare år 1931. Byn nämndes i Domedagsboken (Domesday Book) år 1086, och kallades då Prestune.
Terrängen runt Prenton är platt, och sluttar norrut. Runt Prenton är det mycket tätbefolkat, med 1 177 invånare per kvadratkilometer. Närmaste större samhälle är Liverpool, 7,0 km nordost om Prenton. Runt Prenton är det i huvudsak tätbebyggt.